# France Rutar
France Rutar, slovenski veterinar, * 15. marec 1905, Ljubinj, † 18. junij 2004, Golnik.

## Življenje in delo
Rutar je leta 1929 diplomiral na univerzi v Bologni in prav tam opravil tudi dveletno specializacijo iz kirurgije. Po končanem študiju se je zaposlil v Idriji, Zagorju ob Savi in Stični. V letih 1943−1945 se je udeležil NOB. Po končani vojni je postal okrajni veterinarski referent v Kranju. Rutarjeva zasluga je, da se je v Kranju ustanovil Živinorejsko-veterinarski zavod z osemenjevalnim središčem, katerega je v letih 1968−1973 tudi vodil. Rutar je organiziral sistematično zatiranje plodnostnih motenj pri govedu in na Gorenjskem uvedel umetno osemenjevanje.